# Aubord
Ne doit pas être confondu avec Aubord (rivière).
Aubord est une commune française située dans le sud du département du Gard, en région Occitanie.
Exposée à un climat méditerranéen, elle est drainée par le Vieux Vistre, le Grand Campagnolle, le Rieu et par un autre cours d'eau. La commune possède un patrimoine naturel remarquable : un site Natura 2000 (les « costières nîmoises »), un espace protégé (les « Costières de Nimes ») et deux zones naturelles d'intérêt écologique, faunistique et floristique.
Aubord est une commune rurale qui compte 2 296 habitants en 2022, après avoir connu une forte hausse de la population depuis 1962. Elle est dans l'unité urbaine d'Aubord et fait partie de l'aire d'attraction de Nîmes. Ses habitants sont appelés les Aubordois et Aubordoises.

## Géographie
| Bernis |            | Milhauld |
| Bernis | Aubord     |          |
| Bernis | Beauvoisin | Générac  |

### Localisation
Les communes de Bernis, Milhaud, Générac et Beauvoisin sont limitrophes de la commune d'Aubord. Elle est située au sud-est de la D 135, également appelée « Chemin des canaux ».

### Hydrographie et relief
Une grande partie du territoire de la commune fait partie de la Vistrenque. La partie orientale de la commune est située contre le plateau des Costières.
La commune d'Aubord est traversée par deux ruisseaux, le grand Campagnolle (9,5 km) et le Rieu (7,5 km).

### Climat
Pour des articles plus généraux, voir Climat de l'Occitanie et Climat du Gard.
En 2010, le climat de la commune est de type climat méditerranéen franc, selon une étude s'appuyant sur une série de données couvrant la période 1971-2000. En 2020, Météo-France publie une typologie des climats de la France métropolitaine dans laquelle la commune est exposée à un climat méditerranéen et est dans la région climatique Provence, Languedoc-Roussillon, caractérisée par une pluviométrie faible en été, un très bon ensoleillement (2 600 h/an), un été chaud (21,5 °C), un air très sec en été, sec en toutes saisons, des vents forts (fréquence de 40 à 50 % de vents > 5 m/s) et peu de brouillards.
Pour la période 1971-2000, la température annuelle moyenne est de 14,3 °C, avec  une amplitude thermique annuelle de 16,9 °C. Le cumul annuel moyen de précipitations est de 711 mm, avec 5,5 jours de précipitations en janvier et 2,6 jours en juillet. Pour la période 1991-2020, la température moyenne annuelle observée sur la station météorologique la plus proche, située sur la commune de Nîmes à 10 km à vol d'oiseau, est de 15,6 °C et le cumul annuel moyen de précipitations est de 734,4 mm,. Pour l'avenir, les paramètres climatiques de la commune estimés pour 2050 selon différents scénarios d’émission de gaz à effet de serre sont consultables sur un site dédié publié par Météo-France en novembre 2022.

### Milieux naturels et biodiversité

#### Espaces protégés
La protection réglementaire est le mode d’intervention le plus fort pour préserver des espaces naturels remarquables et leur biodiversité associée,.
Un  espace protégé est présent sur la commune : 
les « Costières de Nimes », un terrain acquis (ou assimilé) par un conservatoire d'espaces naturels, d'une superficie de 2 027 ha.

#### Réseau Natura 2000

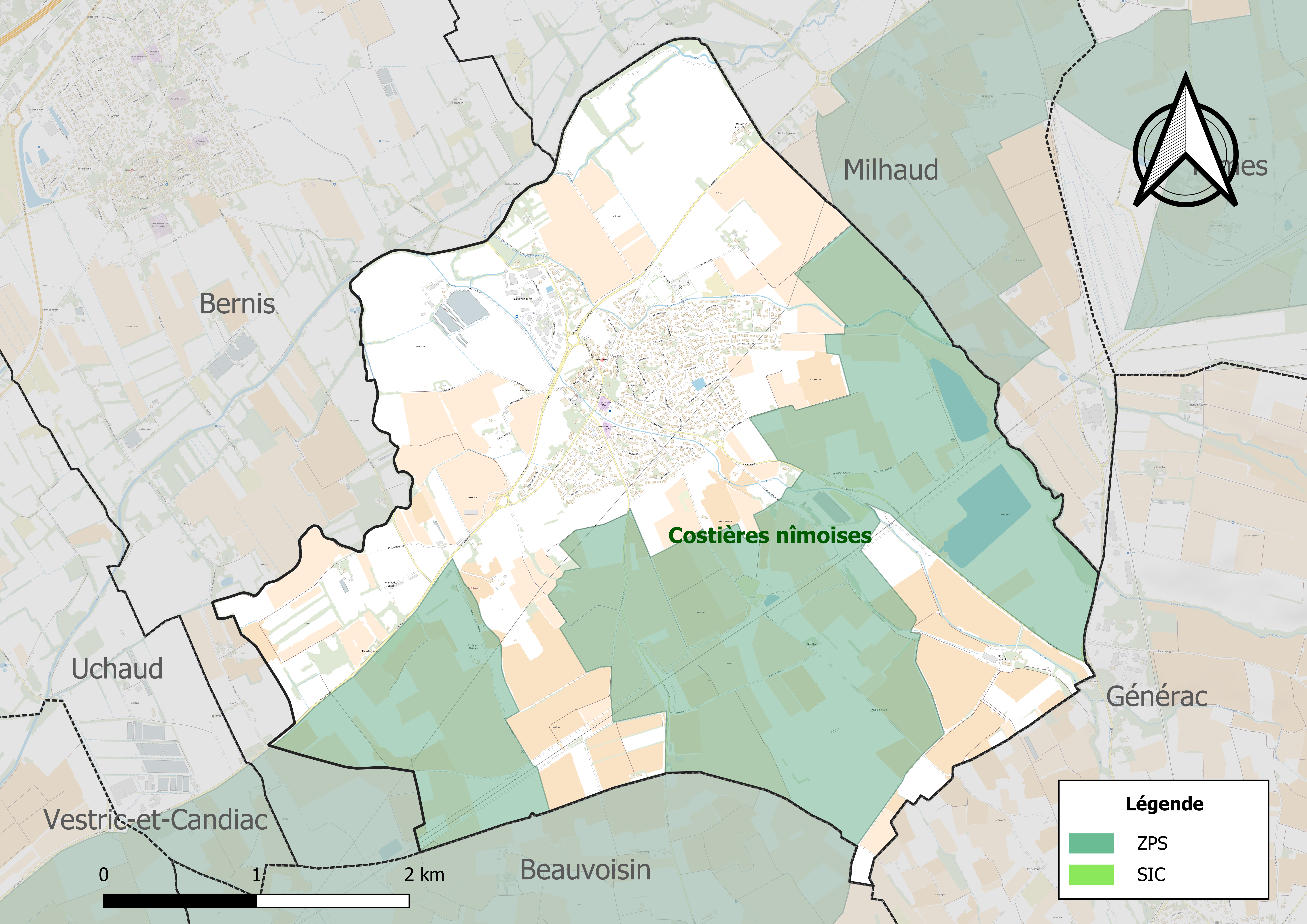
Sites Natura 2000 sur le territoire communal.

Le réseau Natura 2000 est un réseau écologique européen de sites naturels d'intérêt écologique élaboré à partir des directives habitats et oiseaux, constitué de zones spéciales de conservation (ZSC) et de zones de protection spéciale (ZPS).
Un site Natura 2000 a été défini sur la commune au titre  de la directive oiseaux : les « costières nîmoises », d'une superficie de 13 479 ha, qui accueillait, en 2004, 300 mâles chanteurs, soit 60% des mâles reproducteurs de la région et près du quart des mâles reproducteurs en France.

#### Zones naturelles d'intérêt écologique, faunistique et floristique

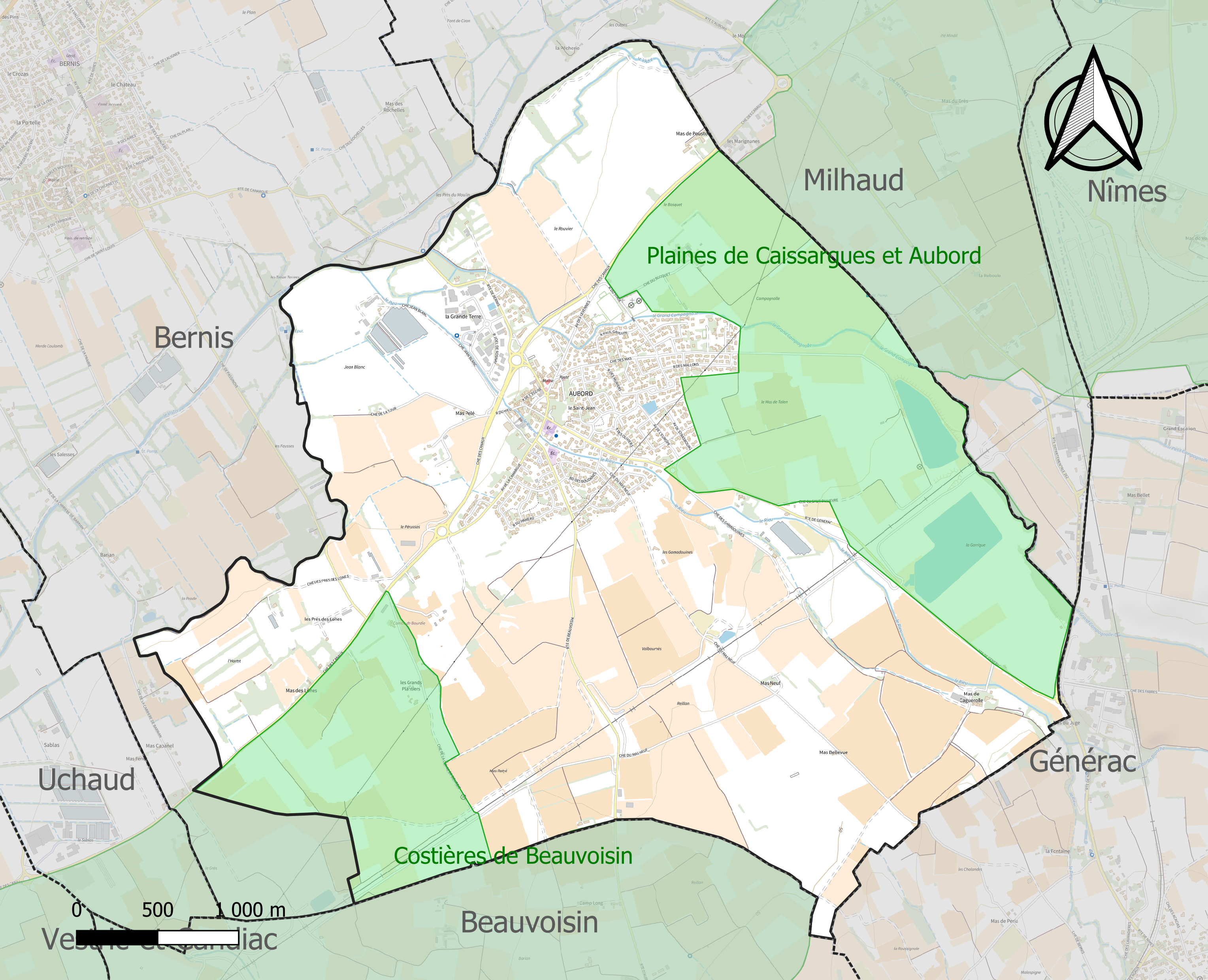
Carte des ZNIEFF de type 1 localisées sur la commune.

L’inventaire des zones naturelles d'intérêt écologique, faunistique et floristique (ZNIEFF) a pour objectif de réaliser une couverture des zones les plus intéressantes sur le plan écologique, essentiellement dans la perspective d’améliorer la connaissance du patrimoine naturel national et de fournir aux différents décideurs un outil d’aide à la prise en compte de l’environnement dans l’aménagement du territoire.
Deux ZNIEFF de type 1 sont recensées sur la commune :
les « costières de Beauvoisin » (1 030 ha), couvrant 5 communes du département, et 
les « plaines de Caissargues et Aubord » (1 603 ha), couvrant 4 communes du département.

## Urbanisme

### Typologie
Au 1er janvier 2024, Aubord est catégorisée bourg rural, selon la nouvelle grille communale de densité à sept niveaux définie par l'Insee en 2022.
Elle appartient à l'unité urbaine d'Aubord, une unité urbaine monocommunale constituant une ville isolée,. Par ailleurs la commune fait partie de l'aire d'attraction de Nîmes, dont elle est une commune de la couronne,. Cette aire, qui regroupe 92 communes, est catégorisée dans les aires de 200 000 à moins de 700 000 habitants,.

### Occupation des sols
L'occupation des sols de la commune, telle qu'elle ressort de la base de données européenne d’occupation biophysique des sols Corine Land Cover (CLC), est marquée par l'importance des territoires agricoles (89,8 % en 2018), en diminution par rapport à 1990 (92,5 %). La répartition détaillée en 2018 est la suivante : 
cultures permanentes (72,3 %), zones agricoles hétérogènes (12,5 %), zones urbanisées (10,1 %), prairies (5 %), zones industrielles ou commerciales et réseaux de communication (0,1 %). L'évolution de l’occupation des sols de la commune et de ses infrastructures peut être observée sur les différentes représentations cartographiques du territoire : la carte de Cassini (XVIIIe siècle), la carte d'état-major (1820-1866) et les cartes ou photos aériennes de l'IGN pour la période actuelle (1950 à aujourd'hui).

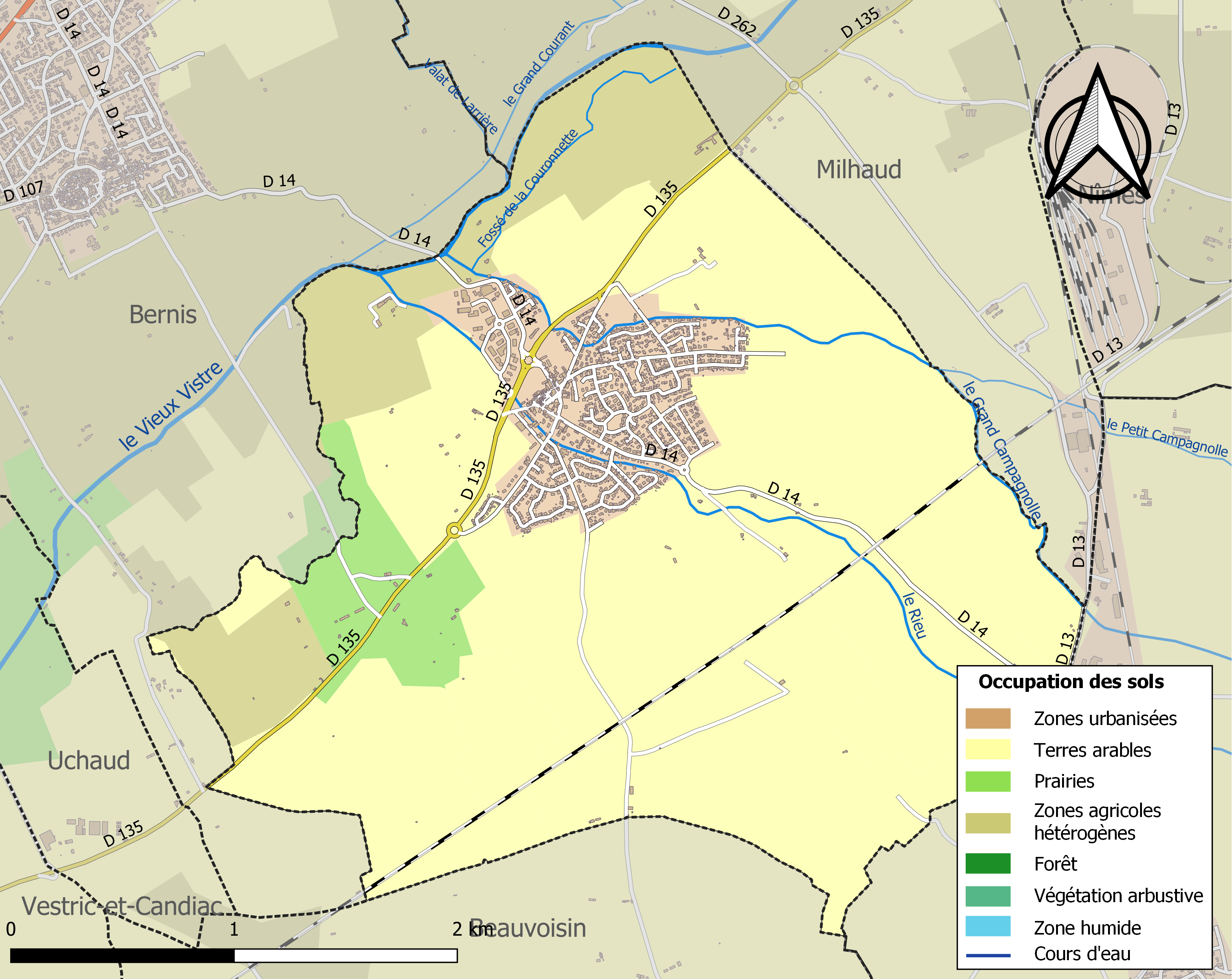
Carte des infrastructures et de l'occupation des sols de la commune en 2018 (CLC).

### Risques majeurs
Le territoire de la commune d'Aubord est vulnérable à différents aléas naturels : météorologiques (tempête, orage, neige, grand froid, canicule ou sécheresse), inondations, feux de forêts et séisme (sismicité faible). Il est également exposé à un risque technologique,  le transport de matières dangereuses, et à un risque particulier : le risque de radon. Un site publié par le BRGM permet d'évaluer simplement et rapidement les risques d'un bien localisé soit par son adresse soit par le numéro de sa parcelle.

#### Risques naturels
La commune fait partie du territoire à risques importants d'inondation (TRI) de Nîmes, regroupant 20 communes soumises aux aléas de ruissellement pour la commune de Nîmes et de débordements de cours d’eau, notamment du Vistre, d'un de ses affluents, le Rhôny, et plus à la marge du Rhône, à l’aval, un des 31 TRI qui ont été arrêtés fin 2012 sur le bassin Rhône-Méditerranée. Les événements significatifs passés relatifs à la Vistre sont des crues rapides et violentes, qui causent d’importants dégâts, voire des pertes humaines (octobre 1988, septembre 2002, décembre 2003, septembre 2005 notamment). Concernant le Rhôny, les principales crues recensées à Codognan ont eu lieu en 1845, 1933, 1945, 1958, 1963, 1976, 1987 et en octobre 1988. Cette dernière est la plus importante et marquante pour la population nîmoise. Des cartes des surfaces inondables ont été établies pour trois scénarios : fréquent (crue de temps de retour de 10 ans à 30 ans), moyen (temps de retour de 100 ans à 300 ans) et extrême (temps de retour de l'ordre de 1 000 ans, qui met en défaut tout système de protection),. La commune a été reconnue en état de catastrophe naturelle au titre des dommages causés par les inondations et coulées de boue survenues en 1982, 1987, 1988, 1994, 1998, 2002, 2003, 2005 et 2021,.

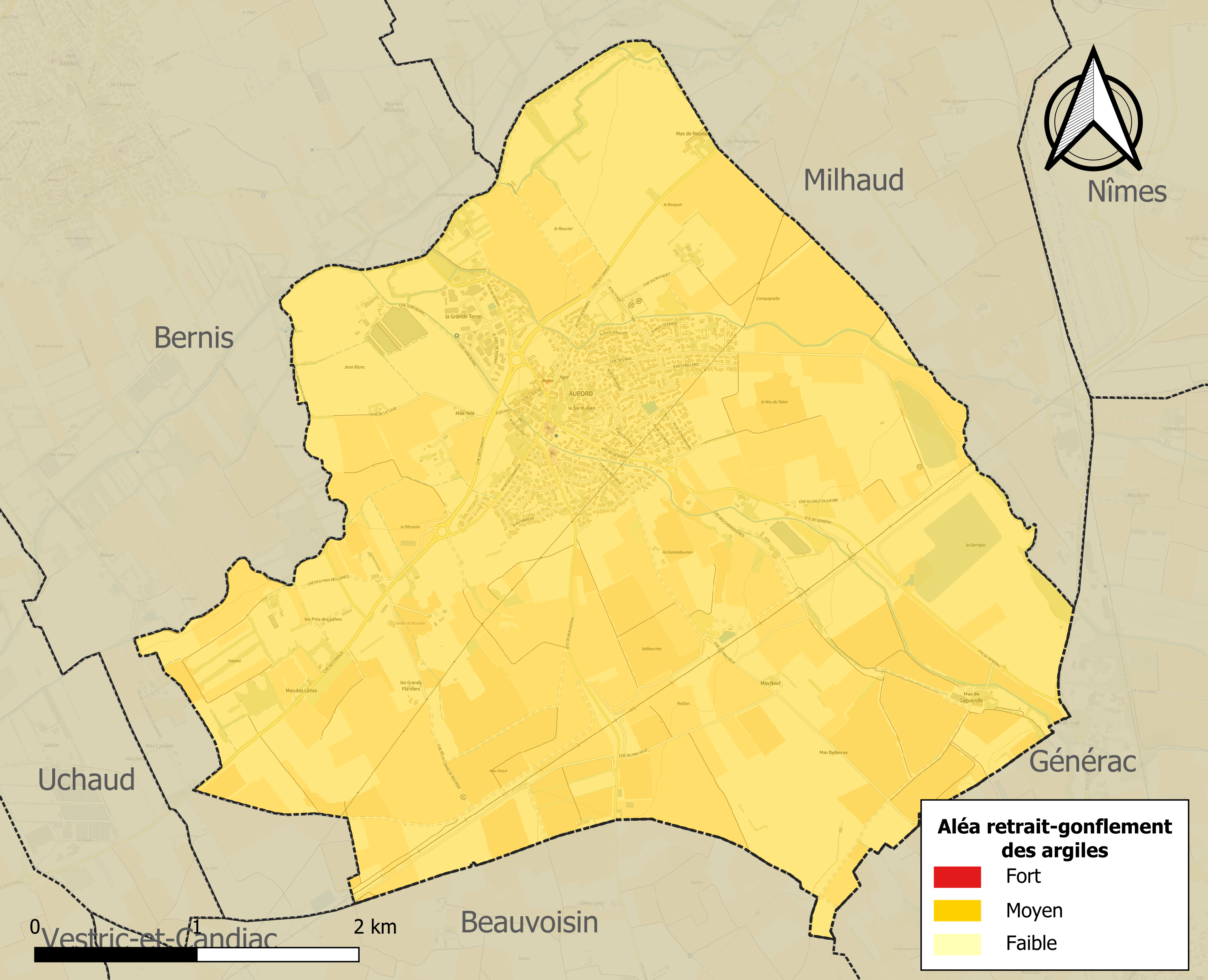
Carte des zones d'aléa retrait-gonflement des sols argileux d'Aubord.

Le retrait-gonflement des sols argileux est susceptible d'engendrer des dommages importants aux bâtiments en cas d’alternance de périodes de sécheresse et de pluie. La totalité de la commune est en aléa moyen ou fort (67,5 % au niveau départemental et 48,5 % au niveau national). Sur les 876 bâtiments dénombrés sur la commune en 2019, 876 sont en aléa moyen ou fort, soit 100 %, à comparer aux 90 % au niveau départemental et 54 % au niveau national. Une cartographie de l'exposition du territoire national au retrait gonflement des sols argileux est disponible sur le site du BRGM,.
Par ailleurs, afin de mieux appréhender le risque d’affaissement de terrain, l'inventaire national des cavités souterraines permet de localiser celles situées sur la commune.

#### Risques technologiques
Le risque de transport de matières dangereuses sur la commune est lié à sa traversée par des infrastructures routières ou ferroviaires importantes ou la présence d'une canalisation de transport d'hydrocarbures. Un accident se produisant sur de telles infrastructures est en effet susceptible d’avoir des effets graves au bâti ou aux personnes jusqu’à 350 m, selon la nature du matériau transporté. Des dispositions d’urbanisme peuvent être préconisées en conséquence.

#### Risque particulier
Dans plusieurs parties du territoire national, le radon, accumulé dans certains logements ou autres locaux, peut constituer une source significative d’exposition de la population aux rayonnements ionisants. Certaines communes du département sont concernées par le risque radon à un niveau plus ou moins élevé. Selon la classification de 2018, la commune d'Aubord est classée en zone 2, à savoir zone à potentiel radon faible mais sur lesquelles des facteurs géologiques particuliers peuvent faciliter le transfert du radon vers les bâtiments.

## Toponymie
Ses habitants s'appellent les Aubordois et Aubordoises.
Les différents noms du village au travers des âges et des écrits :
Albord,
Albort,
Albon,
Albono,
Albonio,
Albornio,
Alburno, 
Alburnum,
Alburnus.
Le nom du village au travers des ouvrages littéraires... :
- In Alburno, 879 (Mén. l, pr.p. 12, c. 1). [1] ;
- In terminio de Alborno, in suburbio Nemausense, 1078 (cart. de N.-D. de Nimes,ch. 170) ;
- Prioratus Sancti-Martini del Born, 1266 (chap. de Nimes, arch. départ. G. 162) ;
- Albornum, 1322 (Mén. II, pr. p. 36, c. 2) ; 1381 (dénombr. de la sénéch.) ;
- Prieuré Saint-Martin d'Aubort,du Bord, 1590 (insin. ecclés. du dioc. de Nimes) ;
- Auborn, 1685 (chap. de Nimes, arch. départ.).

## Histoire

### Préhistoire
Les sondages de diagnostics effectués par l'INRAP de Nîmes, au printemps 2014, concernant la création de la zone d’activité « la Farigoule », ont permis de mettre au jour un grand nombre de fosses et de foyers appelés « caves » datant de plusieurs millénaires.
Cette zone sur le plateau dominant la plaine du Vistre a été très longtemps habitée à la fin de la préhistoire durant la période néolithique. Une fouille a pu être conduite en décembre 2014 et janvier 2015 sur deux zones, identifiant deux squelettes et une couche dense d’ossements humains. La troisième zone, plus grande et plus complexe, présentait des structures non exploitables, qui ont fait l’objet d’une mesure conservatoire.
Ces caves ont été construites pour stoker des denrées alimentaires dans des grands vases à fond rond. Après leur abandon, les toits et les murs se sont effondrés, remplissant en grande partie les caves. Les fragments de poteries récoltés en abondance dans les caves dateraient de 2800 à 3000 ans avant notre ère. Ces céramiques étaient accompagnées d’objets en silex ou en os et de reliefs de repas constitués d’ossements d’animaux.
Une autre découverte signalée sur le site « La Farigoule » : une grande fosse à deux foyers avec des céramiques à fond plat, décorés de motifs imprimés en chevrons, triangles et bandes parallèles. Ainsi qu’un abondant outillage : lamelles très fines et tranchantes en silex et un bloc d’obsidienne. Ces objets témoignent de l’arrivée dans la région au tout début du néolithique, il y a de 7 500 ans, de migrants ou d’explorateurs venus d’Italie.

### Moyen Âge
21 juillet 878, « le bullaire »
Le « Bullaire de l'Abbaye de Saint-Gilles » nous relate une bulle du pape Jean VIII daté du 21 juillet 878 où il fait état de la commune de Aubord lors d'un inventaire des biens de l'abbaye de Saint-Gilles : (page 9) « in Alburno campos et vineas cum omnibus suis pertinentiis »  « À Aubord ces champs et des vignes, avec toutes ses dépendances ». On  comprend dès lors que la commune d'Aubord est déjà existante par ses bâtiments et ses terres.
14 juin 1078 : Carta pontii de Bolonia, « la charte »
Cette charte nous renseigne sur les noms anciens des quartiers ou lieux-dits de la commune (en cours de traduction). On y retrouve notamment des indications sur les moulins de la commune longeant le Vistre (Guistre), qui n'était alors pas endigué.
1322. Un templier nommé Poncius Guilhelmi de Alborno.
On notera dans le livre Histoire civile, ecclésiastique et littéraire de la ville de Nismes avec les... Ménard, Léon (1706-1767) en page 36, qu'il est mention de la présence d'un certain Poncius Guilhelmi de Alborno.
Les templiers se distribuant les terres, celles du village ont certainement été attribués à ce dernier.
L'estimation de 1322 pour l'assise de Calvisson nous apprend qu'à cette époque on comptait 70 feux dans les deux villages réunis de Bernis et d'Aubord. En 1381, ces deux localités, encore unies, n'en ont plus que 30.

### Époque moderne
Les camisards
Essuyant une attaque des armées du roi, les protestants mirent la commune à feu et à sang. De nombreux camisards se cachaient dans la commune afin d'éviter d'être pris et envoyés aux galères, aux bagnes dont Cayenne.
Le mas de Poustoly, anciennement 'de chastelier', fut incendié par les camisards le 24 septembre 1703. Le rentier et son fils jetés dans le feu (cf Bosc, H. : La Guerre des Cévennes, tome 2, p. 176 et 411).
En 1750, Aubord seul avait 20 feux et 100 habitants. Aubord était compris dans la viguerie de Nîmes. Le prieuré-cure de Saint-Martin d'Aubord faisait partie de l'archiprêtré de Nîmes et valait 2 500 livres ; l'évêque de Nîmes en était le collateur.

### Époque contemporaine
Aubord est un centre de l'immigration espagnole des années 1950 et 1960 en Languedoc. Les immigrés venaient principalement de la région de Murcie. Ils travaillaient généralement comme ouvriers agricoles dans le domaine Saint-Jean d’Aubord qui fut, jusqu'au début des années 1970, la principale ressource économique d’Aubord. Une partie des travailleurs immigrés espagnols exerçaient aussi dans les usines Perrier (source Perrier) à Vergèze. Il existait aussi une immigration italienne entre 1950 et 1970, mais celle-ci n’y atteignait pas les dimensions de l’immigration espagnole. À partir de 1970 cette immigration européenne fut rattrapée par une immigration maghrébhine, surtout en provenance du Maroc. N'oublions pas les rapatriés d'Afrique du Nord (les « pieds-noirs ») qui, à partir de 1962 (indépendance de l'Algérie), ont formé une communauté qui a été fortement implantée à Aubord.

## Politique et administration

### Liste des maires
| Période                                  | Période   | Identité          | Étiquette | Qualité |
| ---------------------------------------- | --------- | ----------------- | --------- | --- |
| avant 1981                               | ?         | Albert Roux       | DVG       | |
| mars 1989                                | juin 1995 | Jean-Luc Vareille | DVG       | |
| juin 1995                                | mars 2014 | Alain Martin      | DVD       | Vice-président de la CC de Petite Camargue (2002-2014)                                                                       |
| mars 2014                                | En cours  | André Brundu      | SE-DVD    | Gérant d'une société de commerce de gros Vice-président (2002-2020) puis président de la CC de Petite Camargue (depuis 2020) |
| Les données manquantes sont à compléter. |           |                   |           | |

## Population et société

### Démographie
L'évolution du nombre d'habitants est connue à travers les recensements de la population effectués dans la commune depuis 1793. Pour les communes de moins de 10 000 habitants, une enquête de recensement portant sur toute la population est réalisée tous les cinq ans, les populations de référence des années intermédiaires étant quant à elles estimées par interpolation ou extrapolation. Pour la commune, le premier recensement exhaustif entrant dans le cadre du nouveau dispositif a été réalisé en 2008.

En 2022, la commune comptait 2 296 habitants, en évolution de −3,69 % par rapport à 2016 (Gard : +2,97 %, France hors Mayotte : +2,11 %).
| 1793 | 1800 | 1806 | 1821 | 1831 | 1836 | 1841 | 1846 | 1851 |
| ---- | ---- | ---- | ---- | ---- | ---- | ---- | ---- | ---- |
| 160  | 198  | 179  | 217  | 203  | 210  | 220  | 235  | 240  |

| 1856 | 1861 | 1866 | 1872 | 1876 | 1881 | 1886 | 1891 | 1896 |
| ---- | ---- | ---- | ---- | ---- | ---- | ---- | ---- | ---- |
| 276  | 265  | 258  | 241  | 236  | 202  | 200  | 184  | 191  |

| 1901 | 1906 | 1911 | 1921 | 1926 | 1931 | 1936 | 1946 | 1954 |
| ---- | ---- | ---- | ---- | ---- | ---- | ---- | ---- | ---- |
| 185  | 188  | 208  | 197  | 203  | 218  | 179  | 188  | 203  |

| 1962 | 1968 | 1975 | 1982 | 1990  | 1999  | 2006  | 2008  | 2013  |
| ---- | ---- | ---- | ---- | ----- | ----- | ----- | ----- | ----- |
| 249  | 292  | 483  | 791  | 1 607 | 1 910 | 2 303 | 2 416 | 2 417 |

| 2018  | 2022  | - | - | - | - | - | - | - |
| ----- | ----- | - | - | - | - | - | - | - |
| 2 367 | 2 296 | - | - | - | - | - | - | - |

### Enseignement
Les écoliers d'Aubord commencent leurs études à l'école maternelle (5 classes) et primaire (8 classes) de la commune.

## Économie

### Revenus
En 2018  (données Insee publiées en septembre 2021), la commune compte 900 ménages fiscaux, regroupant 2 348 personnes. La médiane du revenu disponible par unité de consommation est de 22 810 € (20 020 € dans le département). 55 % des ménages fiscaux sont imposés (43,9 % dans le département).

### Emploi
|                | 2008   | 2013  | 2018  |
| -------------- | ------ | ----- | ----- |
| Commune        | 6,9 %  | 8,2 % | 8,7 % |
| Département    | 10,6 % | 12 %  | 12 %  |
| France entière | 8,3 %  | 10 %  | 10 %  |

En 2018, la population âgée de 15 à 64 ans s'élève à 1 526 personnes, parmi lesquelles on compte 75,4 % d'actifs (66,6 % ayant un emploi et 8,7 % de chômeurs) et 24,6 % d'inactifs,. Depuis 2008, le taux de chômage communal (au sens du recensement) des 15-64 ans est inférieur à celui de la France et du département.
La commune fait partie de la couronne de l'aire d'attraction de Nîmes, du fait qu'au moins 15 % des actifs travaillent dans le pôle,. Elle compte 423 emplois en 2018, contre 418 en 2013 et 387 en 2008. Le nombre d'actifs ayant un emploi résidant dans la commune est de 1 033, soit un indicateur de concentration d'emploi de 40,9 % et un taux d'activité parmi les 15 ans ou plus de 59,5 %.
Sur ces 1 033 actifs de 15 ans ou plus ayant un emploi, 173 travaillent dans la commune, soit 17 % des habitants. Pour se rendre au travail, 89 % des habitants utilisent un véhicule personnel ou de fonction à quatre roues, 3,4 % les transports en commun, 4,4 % s'y rendent en deux-roues, à vélo ou à pied et 3,3 % n'ont pas besoin de transport (travail au domicile).

### Activités hors agriculture

#### Secteurs d'activités
191 établissements sont implantés  à Aubord au 31 décembre 2019. Le tableau ci-dessous en détaille le nombre par secteur d'activité et compare les ratios avec ceux du département,.
| Secteur d'activité                                                                                        | Commune | Commune | Département |
| Secteur d'activité                                                                                        | Nombre  | %       | %           |
| --- | ------- | ------- | ----------- |
| Ensemble                                                                                                  | 191     | 100 %   | (100 %)     |
| Industrie manufacturière, industries extractives et autres                                                | 18      | 9,4 %   | (7,9 %)     |
| Construction                                                                                              | 41      | 21,5 %  | (15,5 %)    |
| Commerce de gros et de détail, transports, hébergement et restauration                                    | 50      | 26,2 %  | (30 %)      |
| Information et communication                                                                              | 5       | 2,6 %   | (2,2 %)     |
| Activités financières et d'assurance                                                                      | 5       | 2,6 %   | (3 %)       |
| Activités immobilières                                                                                    | 5       | 2,6 %   | (4,1 %)     |
| Activités spécialisées, scientifiques et techniques et activités de services administratifs et de soutien | 26      | 13,6 %  | (14,9 %)    |
| Administration publique, enseignement, santé humaine et action sociale                                    | 25      | 13,1 %  | (13,5 %)    |
| Autres activités de services                                                                              | 16      | 8,4 %   | (8,8 %)     |

Le secteur du commerce de gros et de détail, des transports, de l'hébergement et de la restauration est prépondérant sur la commune puisqu'il représente 26,2 % du nombre total d'établissements de la commune (50 sur les 191 entreprises implantées  à Aubord), contre 30 % au niveau départemental.

#### Entreprises et commerces
Les cinq entreprises ayant leur siège social sur le territoire communal qui génèrent le plus de chiffre d'affaires en 2020 sont : 
- Aubord Recyclage, collecte des déchets non dangereux (7 373 k€) ;
- DRYG, activités des sociétés holding (380 k€) ;
- DBS, travaux de maçonnerie générale et gros œuvre de bâtiment (174 k€) ;
- Durand Patric Environnement, récupération de déchets triés (112 k€) ;
- Pzaubord, restauration de type rapide (92 k€).

### Agriculture
La commune est dans la « Plaine Viticole », une petite région agricole occupant le  sud-est du département du Gard. En 2020, l'orientation technico-économique de l'agriculture  sur la commune est la culture de fruits ou d'autres cultures permanentes. 
|               | 1988 | 2000 | 2010 | 2020 |
| ------------- | ---- | ---- | ---- | ---- |
| Exploitations | 26   | 26   | 19   | 17   |
| SAU (ha)      | 594  | 719  | 280  | 424  |

Le nombre d'exploitations agricoles en activité et ayant leur siège dans la commune est passé de 26 lors du recensement agricole de 1988  à 26 en 2000 puis à 19 en 2010 et enfin à 17 en 2020, soit une baisse de 35 % en 32 ans. Le même mouvement est observé à l'échelle du département qui a perdu pendant cette période 61 % de ses exploitations,. La surface agricole utilisée sur la commune a également diminué, passant de 594 ha en 1988 à 424 ha en 2020. Parallèlement la surface agricole utilisée moyenne par exploitation a augmenté, passant de 23 à 25 ha.

#### Spécialisations
La géographie agraire est dominée par la viticulture et l'arboriculture (abricot, pêche). Vers le milieu des années 1990, une agriculture de type maraîchère s'est établie sur territoire de la commune. Cette innovation agricole et maraîchère (salades, légumes) était surtout portée par les Meo/Hmong (peuple) de la Vistrenque. La partie est de la commune, recouverte de cailloutis villafranchiens, fait partie du plateau des Costières et du terroir viticole de l'AOC Costières de Nîmes.

## Culture locale et patrimoine

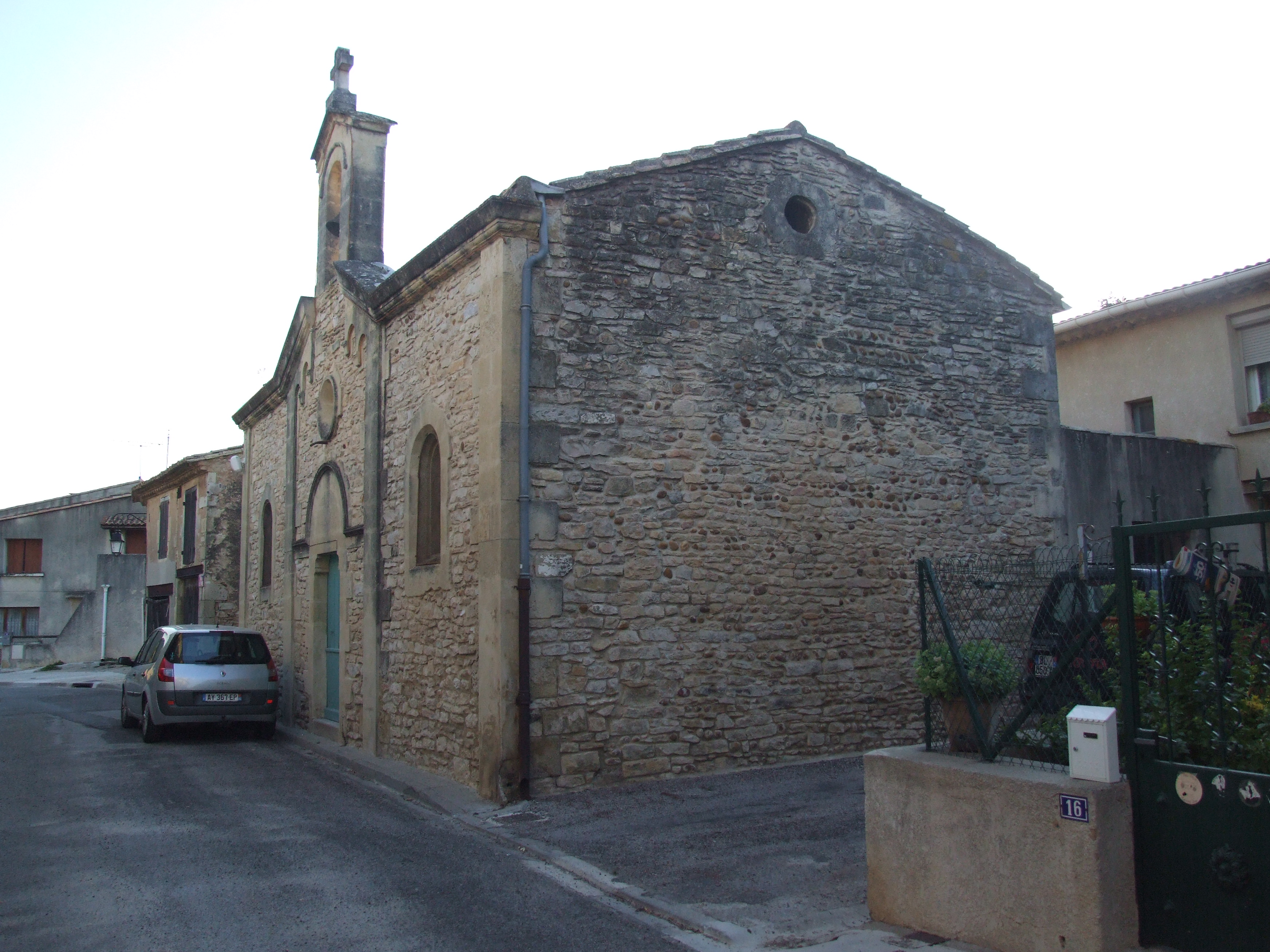
Église d'Aubord.

### Édifices religieux

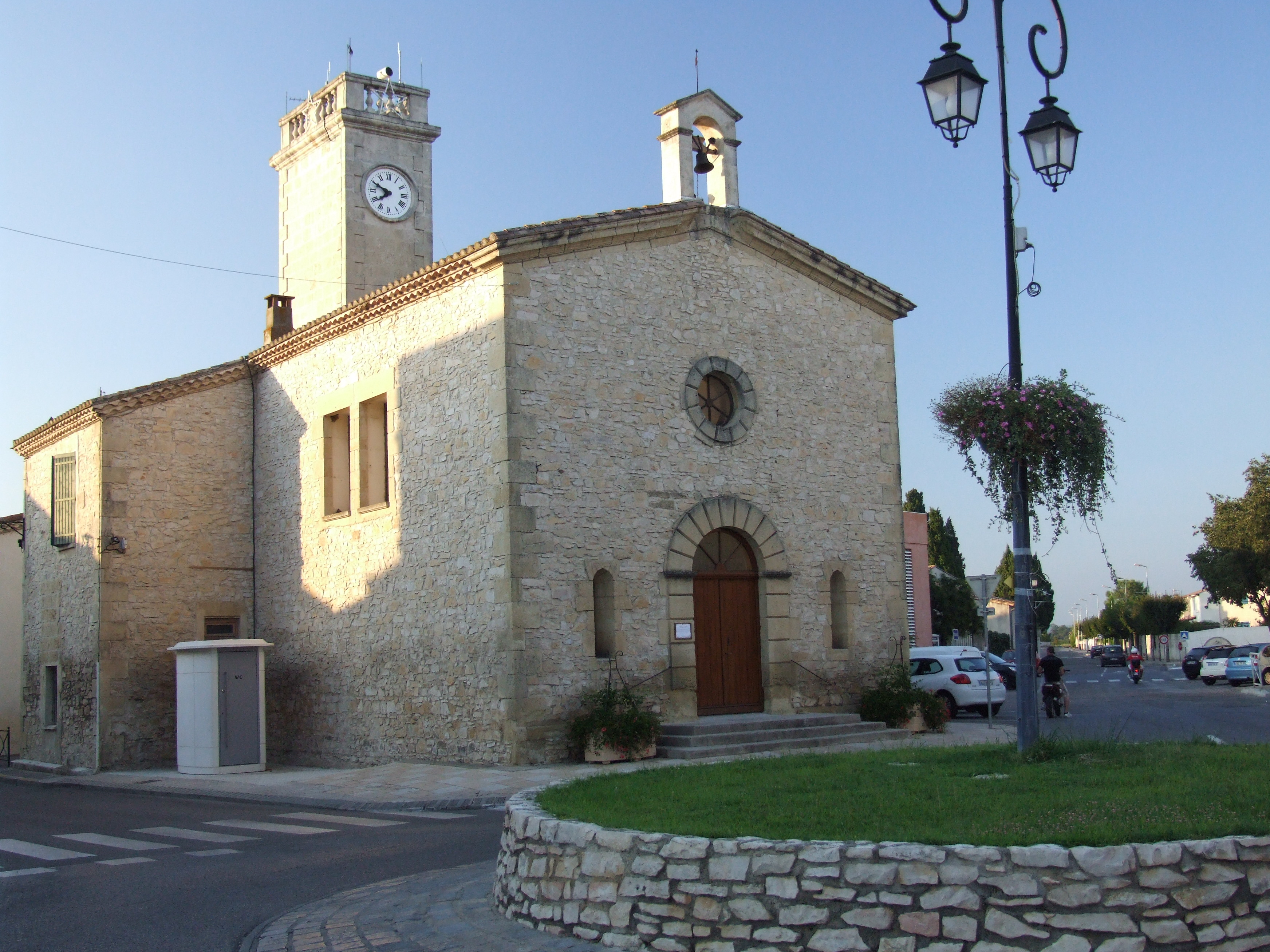
Temple d'Aubord.

La commune possède une église, plusieurs fois reconstruite et un temple protestant.
- Église Saint-Martin d'Aubord.
- Temple protestant d'Aubord.

### Personnalités liées à la commune
- Dieter Anhuf, géographe allemand ayant fait une étude sur la culture de l'abricotier à Aubord.
- Le géographe franco-allemand Christophe Neff a passé une partie de sa jeunesse à Aubord. Pendant un temps, Aubord fut son « port d'attache en France ». Dans son blog, il compare Aubord à Macondo[42].

## Héraldique
| Blason de Aubord | Blason  | D'or, à une tierce ondée d'azur, mise en pointe et un taureau camarguais arrêté de sable, regardant, les pattes brochant sur la tierce ; à la campagne de gueules, chargée d'une croix cléchée, vidée et pommetée de douze pièces d'or. |
| Blason de Aubord | Détails | L'or représente la richesse du terroir aubordois qui permet une agriculture de qualité avec la viticulture, l'arboriculture (Abricot et pêche), l'oléiculture (Huile olive) et le maraîchage. La tierce ondée symbolise chacun des cours d'eau de la commune bordée au nord par le Vistre, traversée par le Grand Campagnol et par le Rieu. La forme de la tierce dans laquelle vient se baigner le taureau représente le lointain passé d'Aubord qui était couvert de marécages. Le taureau camarguais indique que la commune est aux portes de la Petite Camargue dont elle tient les traditions qu'elle fait vivre aux beaux jours. En héraldique le taureau est le symbole du travail ; associé avec l'or il honore le travail agricole des aubordois. La campagne symbolise les costières où sont cultivées les vignes qui produisent un vin de qualité de renommée mondiale. Elle est aux couleurs du Languedoc ce qui positionne la commune géographiquement et historiquement parce que le gueules avec la croix de Toulouse est également le blason du chapitre cathédral de Nîmes, seigneur d'Aubord sous l'Ancien Régime. Les ornements figurent une branche d'olivier de sinople, fruitée de sable, qui honore l'activité oléicole, mise en sautoir par la pointe et liée d'or avec une pampre de sinople fruitée de gueules, qui indique la production de vins de qualité d’appellation Costières de Nîmes. Le listel d'argent porte le nom de la commune en lettres majuscules de sable. La couronne de tours, dite murale, est le symbole indiquant qu'il s'agit d'un blason de ville ou de village ; elle n'a rien à voir avec d'éventuelles fortifications. Le statut officiel du blason reste à déterminer. |

| Blason de Aubord | Blason  | Écartelé en sautoir : au 1) de gueules à la croix cléchée vidée et pommetée de douze pièces aussi vidées d’or, au 2) d’argent aux six besants de gueules 3,2,1, au 3) d’argent aux trois fasces ondées entées d’azur, au 4) de gueules au rencontre de taureau de sable allumé et accorné d’argent. |
| Blason de Aubord | Détails | - Ce blason a été créé en 2000 par des élèves du collège Feuchères de Nîmes encadrés par leurs professeurs. Auparavant, la ville d'Aubord n'en disposait pas. Les quatre thèmes (croix du Languedoc, vignoble, fleuve Vistre et taureau de Camargue) ont été déterminés après enquête auprès des habitants. Le Conseil municipal a ensuite donné son accord en choisissant l'un des projets sur les trois proposés et il a félicité les élèves et les enseignants pour cette heureuse initiative. Le statut officiel du blason reste à déterminer. |